# Hydrillodes toresalis
Hydrillodes toresalis är en fjärilsart som beskrevs av Walker 1859. Hydrillodes toresalis ingår i släktet Hydrillodes och familjen nattflyn. Inga underarter finns listade i Catalogue of Life.